# Babbitt (Minnesota)
Babbitt es una ciudad ubicada en el condado de St. Louis en el estado estadounidense de Minnesota. En el Censo de 2010 tenía una población de 1475 habitantes y una densidad poblacional de 5,34 personas por km².

## Geografía
Babbitt se encuentra ubicada en las coordenadas 47°38′39″N 91°56′18″O / 47.64417, -91.93833. Según la Oficina del Censo de los Estados Unidos, Babbitt tiene una superficie total de 276.4 km², de la cual 274.3 km² corresponden a tierra firme y (0.76%) 2.1 km² es agua.

## Demografía
Según el censo de 2010, había 1475 personas residiendo en Babbitt. La densidad de población era de 5,34 hab./km². De los 1475 habitantes, Babbitt estaba compuesto por el 98.1% blancos, el 0% eran afroamericanos, el 0.34% eran amerindios, el 0.2% eran asiáticos, el 0% eran isleños del Pacífico, el 0.07% eran de otras razas y el 1.29% pertenecían a dos o más razas. Del total de la población el 0.07% eran hispanos o latinos de cualquier raza.